# No Way Up – Es gibt kein Entkommen
No Way Up – Es gibt kein Entkommen (Originaltitel: Throttle) ist ein US-amerikanischer Actionthriller mit Bezug zum Film Duell von Steven Spielberg.

## Handlung
Der Finanzmakler Tom Weaver hat sich auf undurchsichtige Geldgeschäfte mit dem Betrüger Gavin Matheson eingelassen und trifft sich mit ihm für eine Besprechung im fünften Untergeschoss einer Parkgarage. Mit einer Scheinfirma und ein paar Winkelzügen am Computer wollen sie sich um 10,6 Millionen Dollar bereichern. Mit dem Aufzug begeben sie sich anschließend zu dem wichtigen Meeting mit ihren geplanten Opfern, um sie zum Überweisen des Geldes zu überreden.
Nach erfolgreichem Abschluss des Gesprächs begeben sie sich wieder ins fünfte Untergeschoss, wobei Tom langsam unter Gewissensbissen leidet und Gavin erklärt, aus den Machenschaften auszusteigen, wodurch dieser wutentbrannt davonrast. Tom will daraufhin ebenfalls wegfahren, doch sein Wagen springt nicht mehr an, zudem wurden die Stiegenaufgänge versperrt und für die Fahrstühle fehlt ihm die Liftkarte, die Gavin bei sich trägt. Als er sich zu Fuß auf den Weg durch die Parkdecks machen will, wird er plötzlich von einem dunklen Truck gejagt, dessen Fahrer hinter getönten Scheiben sitzt. Während des folgenden Katz-und-Maus-Spiels quer über die Parkdecks beginnt Tom in Gedanken sämtliche Verdächtige durchzugehen, die einen Grund haben könnten, sich seiner zu entledigen. Dabei werden in kurzen Rückblenden mehrere Personen vorgestellt, die ein Motiv aufweisen: Seine Ehefrau Molly, die er seit längerem verdächtigt, mit Gavin fremdzugehen, da er glaubt, für sie sei Geld mehr wert als Liebe, oder auch Gavin selbst, der ihn ja noch bedroht hatte und sich wegen seines Rücktritts vom Betrug hintergangen fühlen könnte. Aber auch seine Sekretärin fällt ihm ein, mit der er ein Verhältnis hatte und die ihn vor ihrem Mann warnte, der sie sofort beide töten würde, wenn er es erführe.
Unterwegs trifft er eine Frau, die zu ihrem Fahrzeug geht und glaubt sich gerettet, doch diese flüchtet aus Angst vor ihm und wird kurz darauf vom Truckfahrer erschossen. Zudem begegnet er einem Auto-Einbrecher, den er in Notwehr tötet und einem Wachmann, der sich als der Mann der Sekretärin herausstellt und gleich darauf vom Truck überfahren wird. In einer weiteren Etage trifft er auch Gavin wieder, der vom Truckfahrer schwer verletzt wurde und kurz vor seinem Ableben Tom noch versichert, dass Molly ihn gar nicht betrogen habe und auch sein Geld abgelehnt hatte.
Bei einem neuerlichen Aufeinandertreffen mit dem Truck gelingt es diesem, Tom unter einem Hinterrad einzuklemmen. Da nun alle Verdächtigen, die er sich vorstellen konnte, tot oder entlastet waren, wundert es ihn umso mehr, als der Fahrer aussteigt und es sich um den Parkplatzwächter der Tiefgarage namens Eddie handelt. Dieser beklagt sich über die jahrelange Einsamkeit seiner Arbeit und Gleichgültigkeit seiner Mitmenschen und beschwert sich darüber, dass alle nur sich selbst im Kopf hätten, ohne sich mal für seine Anliegen oder Probleme zu interessieren. Als dann auch noch Molly in die Tiefgarage einfährt, um ihren Mann zu überraschen und sich mit ihm auszusprechen, wird sie vom Killer geknebelt und ins Wärterhäuschen der obersten Etage gefesselt. Tom gelingt es, da er nun wieder über Empfang verfügt, per Handy die Polizei zu alarmieren und Molly aus dem Häuschen zu befreien, ehe der Truck sie ein letztes Mal attackiert und in den unteren Etagen verschwindet. Tom und die eingetroffenen Polizisten finden den Truck und können nur noch feststellen, das sich Eddie selbst erschossen hat.

## Vorbild und Reminiszenzen
Der Film enthält einige Reminiszenzen an den Film Duell von Steven Spielberg aus dem Jahre 1971. Regisseur James Seale beschreibt selbst No Way Up als eine „eingeschränkte Version“ des Spielberg-Klassikers.
1. Der Name des Protagonisten lautet „Weaver“, genau wie der Name des Hauptdarstellers in „Duell“.
2. Der Name des Betrügers Gavin lautet „Matheson“, wie der Name des Drehbuchautors von „Duell“.
3. Am Anfang des Films sieht man ein Auto in Großaufnahme durchs Bild fahren, das genau aussieht wie der Plymouth Valiant aus „Duell“ und der Fahrer des Wagens sieht dem Fahrer aus „Duell“ zum Verwechseln ähnlich.
4. Man sieht zuerst immer nur die Stiefel des Truckfahrers, genau wie in „Duell“. Allerdings wird am Ende des Films die Identität gelüftet, während in „Duell“ tatsächlich das Gesicht des Truckfahrers nie gezeigt wird.

## Kritik
„Wieder einmal muss Steven Spielbergs früher TV-Geniestreich „Duell“ als Vorlage herhalten für einen diesmal in klaustrophobische Parkhauseingeweide gebetteten B-Verfolgungsjagdkrimi mit Horrortouch. Obgleich auf einen einzigen, dunklen Schauplatz und über die meiste Spielzeit auch nur einen sichtbaren Protagonisten (Grayson McCouch aus „xxx“) beschränkt, entwickelt die Geschichte hohe Dynamik und erfreut den anspruchslosen Genrefreund mit beachtlichen Stunts. Passable Action-Ergänzung.“